# Герасимов, Николай Павлович
Николай Павлович Герасимов  (25 октября [6 ноября] 1898, Казань — 13 марта 1952, Казань, РСФСР, СССР) — советский геолог, первооткрыватель Краснокамского и Северокамского месторождений нефти, а также педагог, профессор (1946). Учёный в области палеонтологии, стратиграфии, тектоники и геологического строения нефтяных месторождений Урала и Прикамья.

## Биография
Родился 25 октября (6 ноября) 1899 года в Казани в семье чиновника.
После окончания городской гимназии, весной 1918 года поступил в Казанский университет. Шла Гражданская война и в сентябре 1918 этого же года Николай Герасмов был мобилизован в Красную армию. Участвовал в военных действиях, заведовал полковой школой грамоты, а также инструктором школьного дела при политотделе 29-й дивизии в Омске.
С апреля 1923 года, работал репортером и заведовал отделом международной информации в казанских газетах «Известия ТатЦИК» и «Красная Татария». Осенью 1923 года восстановился в Казанском университете, который окончил в 1928 году. В 1929–1931 годах учился в аспирантуре.
В 1931–1934 годах исполнял обязанности доцента кафедры геологии Казанского университета. Одновременно с учебной деятельностью, с 1927 года работал в геологических производственных организациях Татарии и Башкирии.
В 1933–1937 годах был старшим геологом в Свердловске и главным геологом пермского треста «Прикамнефть». В 1936 году он открыл Краснокамское месторождение нефти; разведал Северокамское месторождение, в котором в 1938 год была найдена промышленная нефть. С 1937 года был преподавателем и заведующим кафедрой палеонтологии Свердловского университета.
В 1938–1952 годах — заведующий кафедрой исторической геологии и палеонтологии Молотовского (Пермского) государственного университета. В 1944 году защитил кандидатскую диссертацию, за которую была присуждена ученая степень доктора геолого-минералогических наук, а в 1946 году присвоено ученое звание профессора. Многие его ученики стали крупными специалистами и известными учеными, внесшими существенный вклад в изучение верхнего палеозоя Западного Урала и Приуралья.
Скончался 13 марта 1952 года в Казани.

## Награды и звания
- 1943 — премия Наркомпроса «За хорошее ведение научно-исследовательской работы».
- 1945 — Медаль «За доблестный труд в Великой Отечественной войне 1941—1945 гг.»
- 1949 — присвоено персональное звание «Генеральный директор геологической службы III ранга».

## Память
В Государственном архиве Пермского края имеются документы, относящиеся к Н. П. Герасимову.